# Vladimir Mechtcherski
Le prince Vladimir Petrovitch Mechtcherski (en russe : Влади́мир Петро́вич Меще́рский) (né le 14 (26) janvier 1839 à Saint-Pétersbourg et mort le 10 (23) juillet 1914 à Tsarskoïe Selo) est un aristocrate russe, auteur de quelques romans de mœurs qui fut aussi fondateur, éditeur et rédacteur (il en est directeur de 1882 à 1906) de la revue (devenue journal hebdomadaire après 1884, puis quotidien en 1888-1897) Grajdanine (russe : Гражданин, Le Citoyen). Le Citoyen a été fondé en 1872 par le prince et a pris un tournant conservateur après 1884.

## Biographie

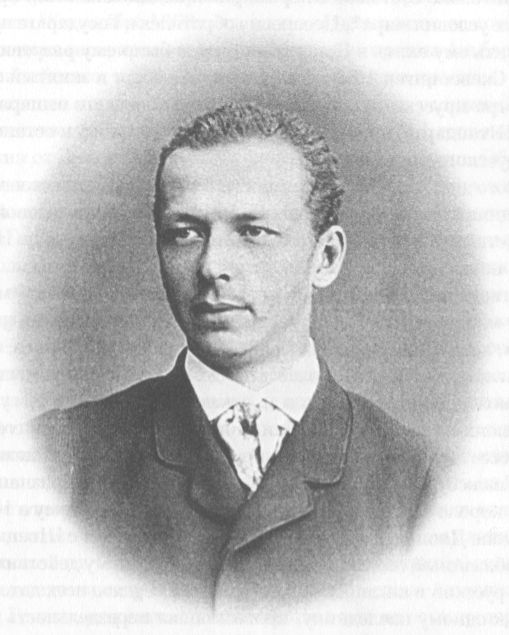
Le prince dans sa jeunesse.

Il est membre d'une des familles princières les plus prestigieuses de Russie, les Mechtcherski. Sa mère, née Catherine Karamzine, est la fille de l'historien Nikolaï Karamzine, historiographe officiel de l'Empire dont il recevait une pension. Le prince, proche des idées du tzarévitch Alexandre, fonde en 1872 Le Citoyen et expose un point de vue plutôt conservateur, devenu de plus en plus réactionnaire au fil des ans. Ce journal est en phase avec l'entourage d'Alexandre III, puis de Nicolas II et reçoit des subsides du gouvernement. Ainsi le général Mossolov (ancien chef de la chancellerie du ministère de la Cour impériale, entre 1910 et 1916 sous Nicolas II), témoigne dans ses Mémoires que le prince recevait une somme annuelle et se rendait à la Cour pour la moindre de ses demandes. Dostoïevski collabore à son journal en 1873-1874 en qualité de rédacteur en chef. 
Mechtcherski était haï par les libéraux et les gens de gauche et détesté par nombre de conservateurs, qui ne voulaient pas avoir affaire à lui. Cela n'était pas seulement dû aux opinions tranchées ou obséquieuses du prince envers les puissants, de son goût de la dénonciation, ou pour sa réputation d'« éminence grise » envers certains, que sa réputation scandaleuse et ses mœurs homosexuelles. Il était surnommé par Vladimir Soloviev, le « prince de Sodome et le citoyen de Gomorrhe », surnom qui est repris alors par les journaux russes et français. Il utilisait certains de ses proches pour proposer sa protection ou ses largesses à de jeunes acteurs ou militaires. Son amant Bourdoukov (ancienne cornette) habitait chez le prince dans son hôtel particulier du 27 rue du Sauveur et était pensionné à vie par le prince. Il hérita du prince en 1914. Ses romans satiriques rencontrent un certain succès à l'époque, car ils mettent souvent en scène des personnalités mondaines dont la bonne société essayaient de trouver le nom et l'inspiration. Parfois le prince Mechtcherski signe ses livres des seules initiales cyrilliques «К.В.М.» (K. V. M., pour prince Vladimir Mechtcherski).

## Œuvres
- Les femmes du grand monde pétersbourgeois («Женщины из петербургского большого света»),
- Un de nos Bismarck («Один из наших Бисмарков»)
- Lord Apôtre dans le grand monde pétersbourgeois («Лорд Апостол в петербургском большом свете»),
- Je veux devenir une femme russe («Хочу быть русской»)
- Les secrets de la Pétersbourg moderne («Тайны современного Петербурга»),
- L'Horrible femme («Ужасная женщина»)
- Les réalistes du grand monde («Реалисты большого света»)
- Le prince Noni («Князь Нони»)
- Le Comte Obezianinov[7](«Граф Обезьянинов»),
- Une nuit horrible («Ужасная ночь»), etc.

Le journal Grajdanine rappelle aussi par son humour certains traits tchékhoviens du début. Le prince a fait publier ses souvenirs en trois tomes entre 1897 et 1912, surtout intéressants pour la période politique des années 1880-1890.

## Distinctions

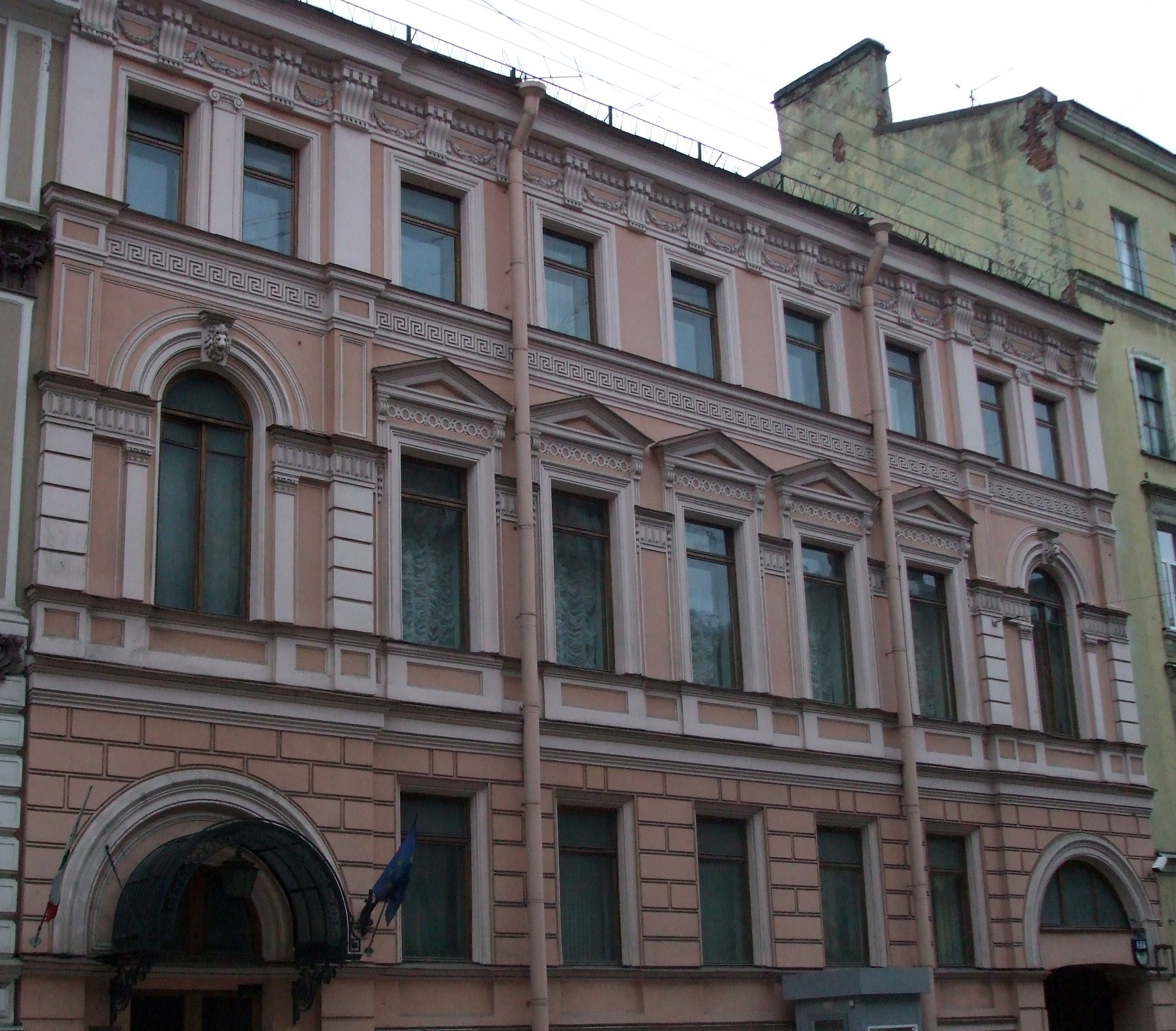
Hôtel particulier du prince Mechtcherski.

- Nommé au rang de Kammerjunger en (1861);
- Ordre de Sainte-Anne de 3e classe (1864);
- Nommé au rang de Kammerherr (1872);
- Ordre de Saint-Vladimir 3e classe (1902);
- Médaille en souvenir du règne d'Alexandre III
- Médaille en souvenir du tricentenaire de la Maison Romanov

## Filmographie
Le prince Mechtcherski est incarné par l'acteur Andreï Bourkovski dans le film de Kirill Serebrennikov, La Femme de Tchaïkovski, sorti en France en 2023.